# Walmsley (Western Australia)
Walmsley ist ein kleiner Vorort von Albany im australischen Bundesstaat Western Australia. Er gehört zur Local Government Area Albany City. Der Ort liegt rund fünf Kilometer nördlich von Albany und etwa 400 Kilometer südöstlich von Perth im traditionellen Siedlungsgebiet des Aborigines-Stammes der Mineng.

## Geografie
Westlich des Ortes liegen Warrenup und Milpara, nördlich King River und Lower King, östlich Bayonet Head und südlich Lange.

## Bevölkerung
In Walmsley wurden im Jahr 2016 43 Menschen gezählt, davon waren 63,3 % männlich und 36,7 % weiblich.
Das durchschnittliche Alter in Walmsley liegt bei 38 Jahren, was genau dem australischen Durchschnitt von 38 Jahren entspricht.